# 音楽と私
『音楽と私』（おんがくとわたし）は、原田知世の1枚目のセルフカバー・アルバム。2017年7月5日にUniversal Musicのジャズレーベル ″VERVE″より発売された。7月5日は原田の歌手デビューの日（1982年）でもある。同年8月23日にはアナログ盤がリリースされた。規格品番は、初回限定盤:UCCJ-9213、通常盤:UCCJ-2141、アナログ盤:UCJJ-9007。

## 概要
帯コピー：時をかけてきた、うたの花束。
原田の歌手デビュー35周年を記念した初のセルフカバー・アルバム。5月10日に発売された「ロマンス」のリメイク版シングルを含む全10曲（初回限定盤は全11曲）が収録されており、伊藤ゴローによるプロデュースとアレンジは過去の楽曲から新たな魅力を引き出している。松任谷由実、大貫妙子、来生たかお等のソングライターから提供を受けた初期の楽曲をはじめ、鈴木慶一やトーレ・ヨハンソンの協力を得てシンガー・原田知世としての音楽性が確立された頃の楽曲、さらに高橋幸宏とのユニットPupaへの参加や、伊藤ゴローとの連携によりヴォーカリストとして更なる表現の深みが増した楽曲など、1980年代、1990年代、そして2000年代以降と、それぞれの年代の楽曲から偏ることなく選曲されており、これまでの足跡を改めて辿ることが出来る作品になっている。M-10「くちなしの丘」では、原田自身が初めてギター演奏に挑んでいる。
初回限定盤には「雨のプラネタリウム」のリメイクヴァージョンがボーナス・トラックで収録され、更に「時をかける少女」と「ロマンス」のミュージック・ビデオが収録されたDVDも付属されている。
本作発売の前日となる7月4日には、新宿の映画館「角川シネマ新宿」にてアルバム発売記念イベントが開催された。イベントでは、1983年に公開された原田の初主演映画である『時をかける少女』の上映に加えて、原田本人が登場してのトークやミニ・ライブも行われた。同年9月1日からは、2014年以来3年振りとなるホールツアー「原田知世 35周年アニバーサリー・ツアー ″音楽と私″」が全国5か所で行われた。最終公演となる渋谷オーチャードホールでは原田の誕生日である11月28日に開催。2018年4月4日にはこのツアーの模様を収録したBlu-ray Discがリリースされた。

## 収録曲
全編曲: 伊藤ゴロー
1. 時をかける少女
作詞・作曲: 松任谷由実
2. ロマンス
作詞: 原田知世 / 作曲: ウルフ・トレッソン
3. 地下鉄のザジ（Zazie dans le metro）
作詞・作曲: 大貫妙子
4. ダンデライオン〜遅咲きのたんぽぽ
作詞・作曲: 松任谷由実
5. 天国にいちばん近い島
作詞: 康珍化 / 作曲: 林哲司
6. ときめきのアクシデント
作詞: 来生えつこ / 作曲: 来生たかお
7. 愛のロケット
作詞: 原田知世 / 作曲: トーレ・ヨハンソン
8. 空と糸 -talking on air-
作詞: リンダ・ヘンリック / 作曲: 鈴木慶一
9. うたかたの恋
作詞: 原田知世 / 作曲: 伊藤ゴロー
10. くちなしの丘
作詞・作曲: 辻村豪文

### 初回限定盤 ボーナス・トラック
1. 雨のプラネタリウム
作詞: 秋元康 / 作曲: 後藤次利

### LPレコード
Side A
1. 時をかける少女
2. ロマンス
3. 地下鉄のザジ（Zazie dans le metro）
4. ダンデライオン〜遅咲きのたんぽぽ
5. 天国にいちばん近い島

Side B
1. ときめきのアクシデント
2. 愛のロケット
3. 空と糸 -talking on air-
4. うたかたの恋
5. くちなしの丘

### Blu-ray Disc
1. 時をかける少女
2. Don't Know Why
3. I've Just Seen a Face
4. うたかたの恋
5. ロマンス
6. 愛のロケット
7. ときめきのアクシデント
8. 天国にいちばん近い島
9. ダンデライオン〜遅咲きのたんぽぽ
10. 地下鉄のザジ (Zazie dans le metro)
11. 年下の男の子
12. 空と糸 -talking on air-
13. くちなしの丘
14. Double Rainbow
15. September
16. 時をかける少女

## 参加ミュージシャン
(CDアルバムに付属するライナーノートより)
| 時をかける少女 - 伊藤ゴロー：12 strings acoustic guitar, programming - 澤渡英一：acoustic piano - 鳥越啓介：acoustic bass - みどりん：drums - SARA：background vocals - 伊藤彩 ストリングカルテット 伊藤 彩：1st violin 柳原有弥：2nd violin 三木章子：viola 結城貴弘：cello ロマンス - 伊藤ゴロー：acoustic guitar, tambourine, programming - 澤渡英一：acoustic piano - 坪口昌恭：Hammond B3 organ, Wurlitzer - 鳥越啓介：electric bass - みどりん：drums - 織田祐亮：trumpet - 藤田淳之介：tenor saxophone - 伊藤葉子：shaker - PAINASO：whistle - 伊藤彩 ストリングカルテット 伊藤 彩：1st violin 柳原有弥：2nd violin 三木章子：viola 結城貴弘：cello 地下鉄のザジ (Zazie dans le metro) - 伊藤ゴロー：acoustic & electric guitars, tambourine, programming - 澤渡英一：acoustic piano - 坪口昌恭：Wurlitzer, tubular bells - 鳥越啓介：electric bass - みどりん：drums - 織田祐亮：trumpet - 藤田淳之介：tenor saxophone - 伊藤彩 ストリングカルテット 伊藤 彩：1st violin 柳原有弥：2nd violin 三木章子：viola 結城貴弘：cello | ダンデライオン〜遅咲きのたんぽぽ - 伊藤ゴロー：classical guitar - 澤渡英一：acoustic piano - 鳥越啓介：acoustic bass - みどりん：drums - 藤田淳之介：soprano saxophone 天国にいちばん近い島 - 坪口昌恭：acoustic piano ときめきのアクシデント - 伊藤ゴロー：classical guitar 愛のロケット - 伊藤ゴロー：electric guitar, programming - 坪口昌恭：Wurlitzer - 鳥越啓介：electric bass - みどりん：drums - 織田祐亮：trumpet - 藤田淳之介：tenor saxophone 空と糸 -talking on air- - 伊藤ゴロー：classical guitar, programming - tricolor 中藤有花：fiddle 長尾晃司：acoustic guitar, banjo 中村大史 - accordion, bouzouki うたかたの恋 - 伊藤ゴロー：classical guitar, programming - 澤渡英一：acoustic piano - 坪口昌恭：Fender Rhodes - 鳥越啓介：acoustic bass - みどりん：drums - 織田祐亮：trumpet - 藤田淳之介：soprano saxophone くちなしの丘 - 原田知世：classical guitar - 伊藤ゴロー：programming 雨のプラネタリウム - 伊藤ゴロー：autoharp, programming - 澤渡英一：acoustic piano - 鳥越啓介：acoustic bass - みどりん：drums |